# Racotis discistigmaria
Racotis discistigmaria är en fjärilsart som beskrevs av George Francis Hampson 1902. Racotis discistigmaria ingår i släktet Racotis och familjen mätare. Inga underarter finns listade.